# Picaflors pectoral
El picaflors pectoral (Dicaeum pectorale) és un ocell de la família dels diceids (Dicaeidae).

## Hàbitat i distribució
Habita boscos i vegetació secundària de les terres baixes de l'oest de Nova Guinea, incloent illes properes.